# Зарвин, Евгений Яковлевич
Евгений Яковлевич Зарвин (5 августа (18 августа н. с.) 1911 года, г. Екатеринослав, — 19 января 1998 года, г. Новокузнецк Кемеровской области) — учёный, металлург, кандидат технических наук.

## Биография
Учился в Днепропетровском металлургическом институте. В 1939 защитил кандидатскую диссертацию и был направлен в Новокузнецк. Написал научные труды по использованию водорода в плавках, по марганцевым сталям, применению кислородных конвертеров, по горячей разливке.
Во время Великой Отечественной войны с группой учёных работал над созданием технологии выплавки броневого металла. Мартеновские печи Сибирского металлургического института работали в составе Кузнецкого металлургического комбината. В научной деятельности занимался исследованиями в области снижения процента марганца в передельном чугуне, развития конвертерного производства, удешевления производства стали, увеличения её выплавки.
С 1949 по 1991 год являлся заведующим кафедрой металлургии стали Сибирского металлургического института. Являлся проректором Сибирского металлургического института в 1951—1955 . Профессор, автор статей в журнале «Известия высших учебных заведений. Чёрная металлургия» и других научных журналах. Избирался депутатом Кемеровского областного совета народных депутатов.
Скончался 19 января 1998 года.